# Лабендзик
Лабендзик (пол. Łabędzik) — польский дворянский герб.

## Описание
В красном поле, на зелёном холме — серебряный коронованный лебедь с золотым яблоком в клюве. Щит увенчан дворянскими шлемом и короной. Нашлемник: павлиний хвост и посередине его шестилучевая золотая звезда. Намет на щите красный, подложенный серебром. 

## Герб используют
Станислав-Антон-Франц (Stanisław Antoni Franciszek, syn Wojciecha) Ягельский, действительный статский советник, признан в потомственном дворянском достоинстве Царства Польского с гербом ЛАБЭНДЗИК в 1843 году и на указанное достоинство жалован дипломом.